# Marília Chaves Peixoto
Marília Chaves Peixoto (24 de febrero de 1921 – 5 de enero de 1961) fue una matemática brasileña e ingeniera que trabajó en sistemas dinámicos. Peixoto fue la primera mujer brasileña en recibir un doctorado en matemáticas y la primera mujer brasileña en unirse a la Academia brasileña de Ciencias.

## Educación y vida tempranas
Marília Chaves nació el 24 de febrero de 1921, en Sant'Ana do Livramento, y más tarde se trasladó a Río de Janeiro. En 1939 ingresó a la Escola Nacional de Engenharia (Escuela Nacional de Ingeniería), trabajando al lado Leopoldo Nachbin y Maurício Peixoto (quién fue su esposo).

## Carrera
Peixoto se graduó de la Universidad Federal de Río de Janeiro en 1943 con una licenciatura en ingeniería, también estudió matemáticas en la universidad y actuó como monitor de la Facultad Nacional de Filosofía de la universidad.
En 1948, se doctoró en matemáticas y comenzó a enseñar en la Escola Politécnica da UFRJ. En 1949, Peixoto publicó "Sobre las desigualdades {\displaystyle y''\geq G(x,y,y',y'')} "en Anales de la Academia Brasileña de Ciencias.
Después de su trabajo en funciones convexas, Peixoto fue nombrada miembro asociada de la Academia Brasileña de Ciencias el 12 de junio de 1951. Fue la primera mujer brasileña en unirse a la organización y la segunda mujer después de Marie Curie, asociada extranjera de la academia.
Peixoto se casó con Maurício Peixoto en 1946. La pareja publicó conjuntamente el artículo "Estabilidad estructural en el plano con condiciones de contorno agrandadas" en 1959, uno de varios artículos que llevaron al teorema de Peixoto.